# Ludvík Vaněk (1909)

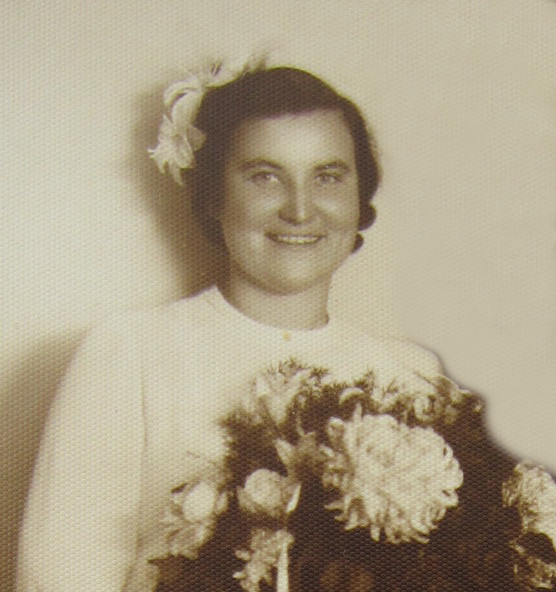
Jeho manželka Josefa Vaňková (rozená Sekáčová; 1912–1943) na předválečné svatební fotografii

Ludvík Vaněk (11. září 1909 Ouběnice – 24. října 1942 koncentrační tábor Mauthausen) byl za protektorátu stolařským mistrem, který se záhy zapojil do domácího sokolského protiněmeckého odboje (v ilegální skupině Jindra). V malém domku v Ouběnicích, kde žil se svojí manželkou Josefou Vaňkovou, se v době od 16. července do 21. července 1942 skrýval ve sklepě gestapem intenzivně hledaný odbojář MUDr. Břetislav Lyčka, který léčil zraněné československé vojáky výsadku Anthropoid.

## Život
Ludvík Vaněk se narodil 11. září 1909 v Ouběnicích u Tomic. Před vypuknutím druhé světové války se oženil s (Josefinou) Josefou Vaňkovou (za svobodna Sekáčovou; 18. března 1912 – 26. ledna 1943 koncentrační tábor Mauthausen). V době protektorátní bydleli manželé Vaňkovi v Ouběnicích, v malém domku postaveném na parcele sousedící se zahradou Ludvíkových rodičů. Josefa pracovala jako úřednice, její manžel Ludvík zastával funkci dílovedoucího (mistra stolařského) v nábytkářské dílně Gerstel v Bystřici u Benešova. Václav byl před druhou světovou válkou členem místní sokolské organizace v Ouběnicích a po nastolení protektorátu se zapojil do domácího sokolského odboje na Benešovsku. Pracoval také v ilegální skupině Jindra, která v polovině roku 1942 podporovala parašutisty v Praze.

### MUDr. Břetislav Lyčka a František Kotrba
Jedním ze členů sokolské odbojové skupiny Jindra byl i lékař Břetislav Lyčka, který organizoval ilegální schůzky s parašutisty, obstarával falešné doklady a který v lednu 1942 ošetřil parašutistovi Jozefu Gabčíkovi zraněnou nohu po seskoku do protektorátu a dne 27. května 1942 (po atentátu na zastupujícího říšského protektora Reinharda Heydricha) ošetřil zranění v obličeji (způsobené střepinami bomby) rotmistru Janu Kubišovi.[zdroj?]
Necelý měsíc po Čurdově zradě (16. června 1942) začalo gestapo v Praze hromadně zatýkat odbojáře v Karlíně a ve Vysočanech. Na základě varování se Lyčka přesunul mimo Prahu, kde se od 16. července 1942 ukrýval ve sklepě v domku v Ouběnicích u truhláře Ludvíka Vaňka (o poskytnutí tohoto mimopražského úkrytu byl Ludvík Vaněk požádán odbojem). Při útěku z Prahy použil Lyčka jako falešnou občanskou legitimaci průkaz jednoho ze členů odbojové skupiny zaměstnance elektrických drah Františka Münzbergera. Průkaz totožnosti měl v Praze 19. července 1942 vrátit původnímu majiteli odbojář, učitel z Dolních Počernic a Běchovic František Kotrba a pro Lyčku přivézt zpět do Ouběnic falešné doklady (případně zajistit Lyčkův přesun na jiné místo úkrytu). (Lyčka se s Kotrbou dobře znali ze 30. let 20. století, kdy byli oba sokolskými činovníky.)
Mezitím byl 19. července 1942 odbojář, řidič a průvodčí elektrických drah František Münzberger zatčen gestapem přímo v zaměstnání, tedy při řízení tramvaje. Tou dobou se ale na četnické stanici v Ouběnicích již nacházel zatykač na MUDr. Břetislava Lyčku včetně informace, že je ozbrojen a vybaven průkazem totožnosti na jméno Münzberger. V Praze byl ale Kotrba 20. července 1942 v bytě Františka Münzbergera zatčen gestapem. Při osobní prohlídce byl u něj nalezen jak Münzbergerův průkaz, tak i lístek z vlaku z železniční stanice Tomice.[zdroj?]
Po zatčení byl při výslechu Kotrba donucen slíbit gestapu, že jeho příslušníky dovede do místa Lyčkova úkrytu. Kotrbu přivezlo gestapo do Ouběnic 21. července 1942 a musel označit dům, kde se Lyčka ve sklepě ukrýval. Následně gestapo objekt obklíčilo a úředníci gestapa poslali Kotrbu do domku, kde měl vyjednat Lyčkovu kapitulaci. Místo kapitulace se František Kotrba a Břetislav Lyčka ve sklepě domku Vaňkových v obklíčení gestapem v bezvýchodné situaci dne 21. července 1942 v 19:35 hodin zastřelili (Lyčka se zastřelil, Kotrba se smrtelně zranil a vzápětí zranění podlehl).

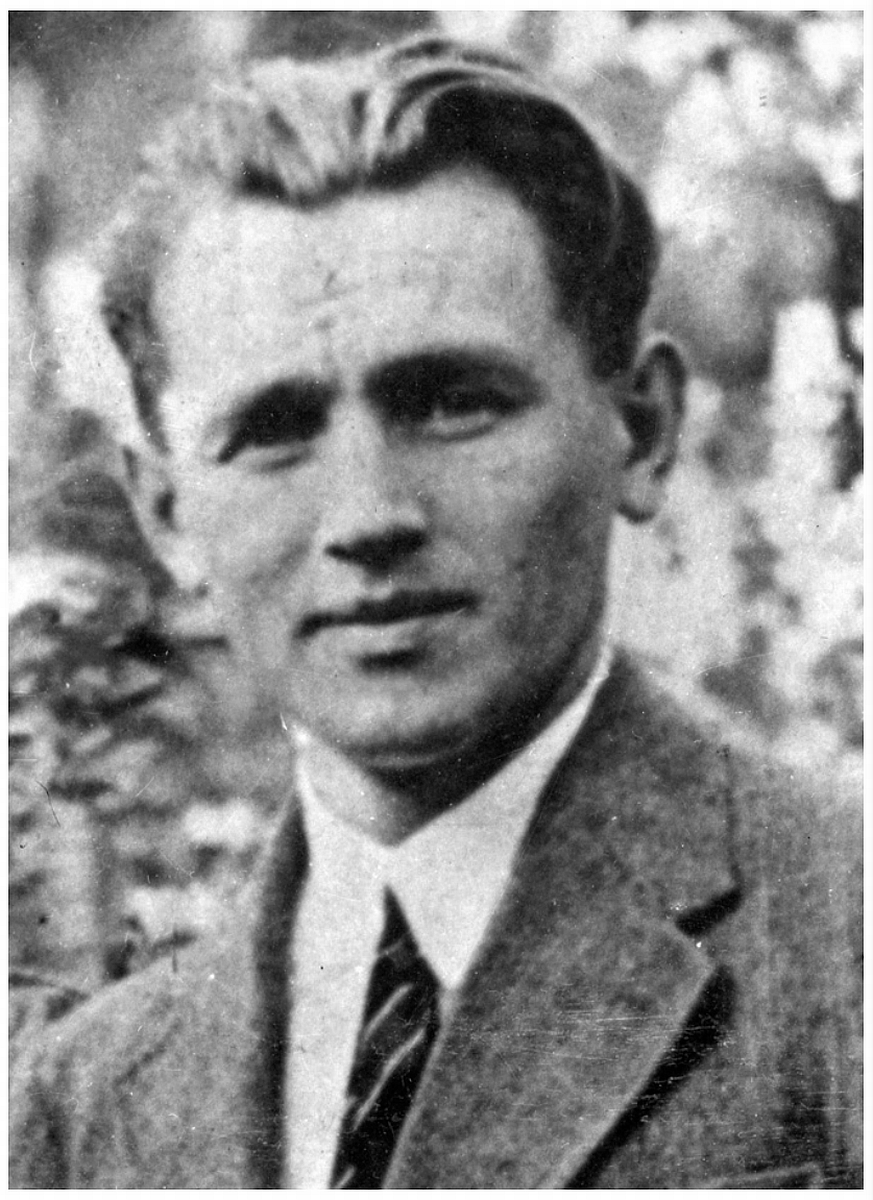
MUDr. Břetislav Lyčka
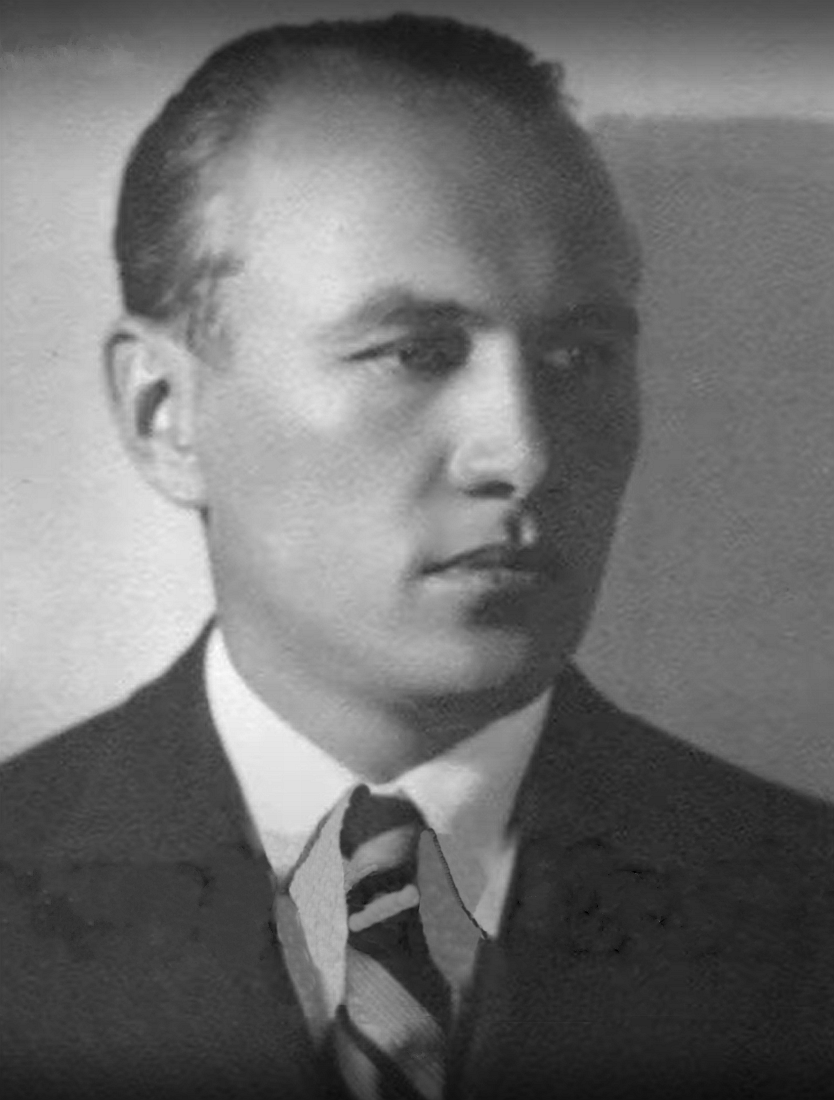
František Kotrba

### Po 21. červenci 1942
Do domku v Ouběnicích se 21. července 1942 vrátila z práce Josefa Vaňková v době, kdy již byli Lyčka i Kotrba po smrti. V domě byla ihned zatčena gestapem (byla v 5. měsíci těhotenství).
Pro jejího manžela Ludvíka Vaňka si Němci obratem dojeli, aby jej zatkli, do jeho zaměstnání do nábytkářské dílny v Bystřici u Benešova. Z německé policejní věznice v Praze na Pankráci byl Ludvík Vaněk přemístěn do policejní věznice v Malé pevnosti Terezín. Odtud pak byl hromadným transportem s ostatními pomocníky (podporovateli) a příbuznými parašutistů deportován 22. října 1942 do koncentračního tábora Mauthausen. Tam transport dorazil 23. října 1942 a následujícího dne (24. října 1942) byl Ludvík Vaněk zavražděn střelou z malorážní pistole do týla v odstřelovacím koutě mauthausenského „bunkru“ při fiktivní lékařské prohlídce.
Josefa Vaňková nebyla (vzhledem k vysokému stupni těhotenství) popravena spolu se svým manželem. Dne 2. listopadu 1942 v pražské pankrácké věznici porodila chlapce. Informaci se vzkazem o této události (a posledním přáním matky, aby se chlapec jmenoval Ludvík) rodině Sekáčových předala pozdě večer německá dozorkyně na motáku. Na konci textu byla žádost o spálení motáku, což rodina provedla.
Josefa Vaňková byla po porodu odeslána do vazební věznice pražského gestapa v Malé pevnosti Terezín. K trestu smrti byla odsouzena v nepřítomnosti německým stanným soudem v Praze (a to buď již předtím 29. září 1942 nebo až 8. ledna 1943). Speciální transport z Malé pevnosti Terezín byl sestaven 13. ledna 1943. Následně byli odsouzení dne 15. ledna 1943 posláni s tímto transportem (čítajícím 31 osob) do koncentračního tábora Mauthausen. V KT Mauthausen byli umístěni v celách tzv. „bunkru“, kde čekali na popravu, která byla vykonána cca po deseti dnech tj. 26. ledna 1943. Josefa Vaňková byla popravena 26. ledna 1943 v 16:15 v plynové komoře spolu s ostatními 14 ženami. (Muži, v počtu 16, byli zavražděni v odstřelovacím koutu mauthausenského bunkru výstřelem z malorážní pistole do týla.) Úmrtní list doručil v březnu 1943 rodině Sekáčových úředník gestapa.

### Ludvík Vaněk (* 2. listopadu 1942)
Až do konce druhé světové války se Sekáčovi snažili získat více informací o novorozenci v úřadovně gestapa v Petschkově paláci, ale nebylo to možné. Rodina se snažila přes známé získat kontakt na ošetřovatelku takto bezprizorních dětí, ale čas ubíhal až se přiblížil březen 1945.
Ihned po skončení druhé světové války (11. května 1945) byl Ludvík (* 1942) vyzvednut Sekáčovými z německého lazaretu při Thomayerově nemocnici v Praze. Hoch byl bez dokladů, opatřen plechovou tabulkou s nápisem „GT 57“. Zpětně mu byl vystaven rodný list, chlapec nemluvil, ale rozuměl česky i německy. Trpěl silnou podvýživou, měl křivé nohy a nafouklé břicho. Byl neustále hladový a měl zdravotní problémy s tlustým střevem, ale to se postupem doby dalo do pořádku. Ludvíka vychovávala jeho babička, starala se o něj i jeho teta Věra Šmejkalová. Do školy nastoupil ve věku pěti let, potíže s trávením jej sužovaly do věku deseti let. Ludvík Vaněk (* 1942) se oženil v 21 letech.

## Připomínky
- Jeho jméno (Vaněk Ludvík *11.9.1909) i jméno jeho manželky (Vaňková Josefa roz. Sekáčová *18.4.1912) jsou uvedena na pomníku při pravoslavném chrámu svatého Cyrila a Metoděje (adresa: Praha 2, Resslova 9a). Pomník byl odhalen 26. ledna 2011 a je součástí Národního památníku obětí heydrichiády.[10][11][12]
- Bílá pamětní deska s černým písmem v Ouběnicích na domku Vaňkových připomíná události z 21. července 1942. Objekt s pamětní deskou se nachází na severozápadním okraji obce, má evidenční číslo 110 (tabulka žluté barvy s číslem 0110) a oficiální adresu: Ouběnice ev. č. 110, 257 51 Bystřice - Ouběnice, Středočeský kraj, Česko.[13][14] Na pamětní desce je nápis:

MUDR. BŘETISLAV LYČKA / Z KARLÍNA, PŘÍMÝ ÚČASTNÍK / ATENTÁTU NA HEYDRICHA / A JEHO SPOLUPRACOVNÍK / FRANTIŠEK KOTRBA / UČITEL Z DUBČE / ZASTŘELILI SE V TOMTO DOMĚ / 21.VII.1942, ABY UNIKLI ZATČENÍ. / ZA PŘECHOVÁVÁNÍ DR. LYČKY / BYLI V MAUTHAUSENU UMUČENI/ OBYVATELÉ TOHOTO DOMU: / LUDVÍK VANĚK / BYTOVÝ ARCHITEKT 24.X.1942 / JOSEFA VAŇKOVÁ / 26.I.1943. // VĚRNI ZŮSTANEME.

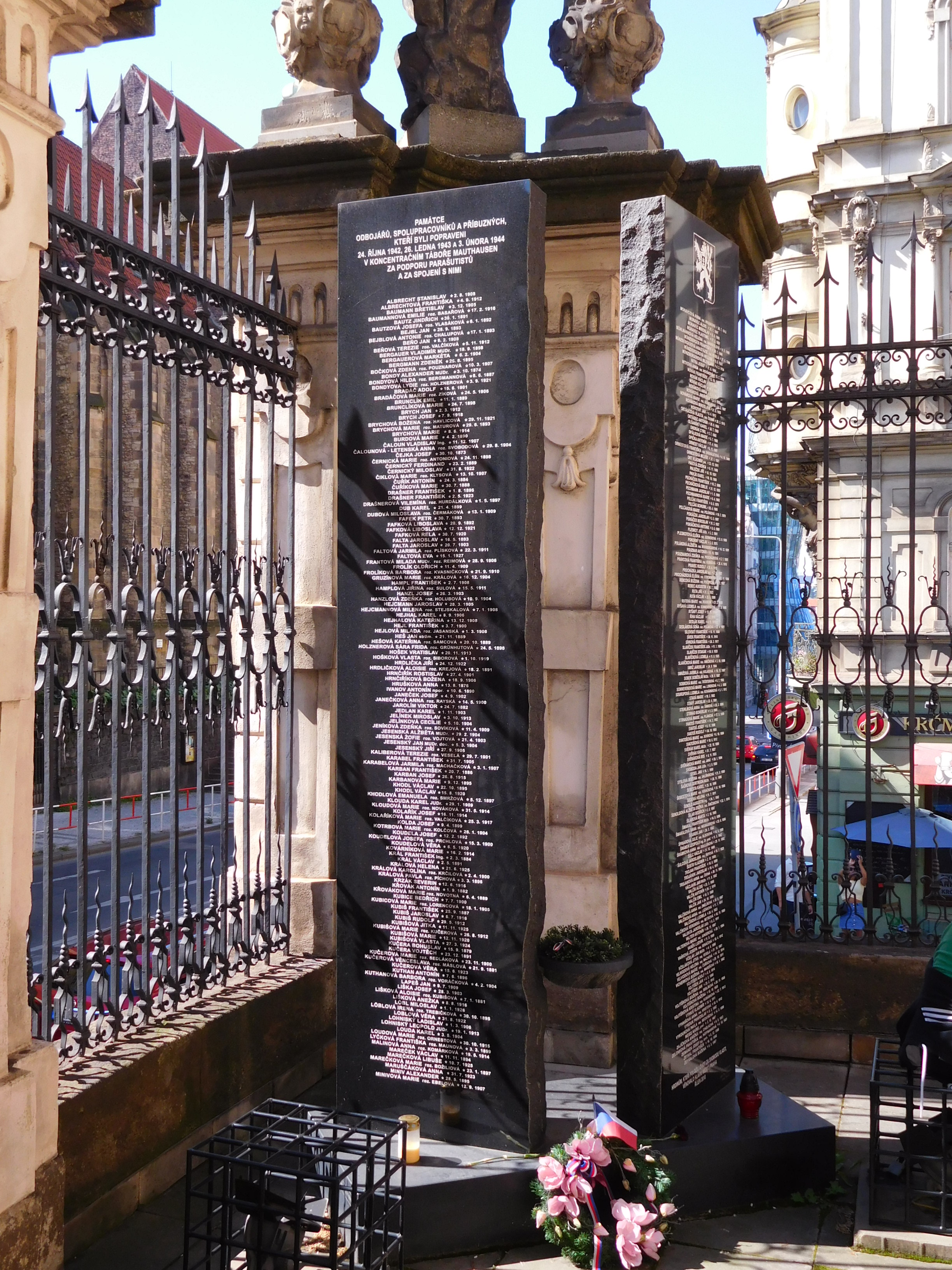
Pomník odbojářům popraveným a umučeným v souvislostí s operací Anthropoid (Resslova ulice)
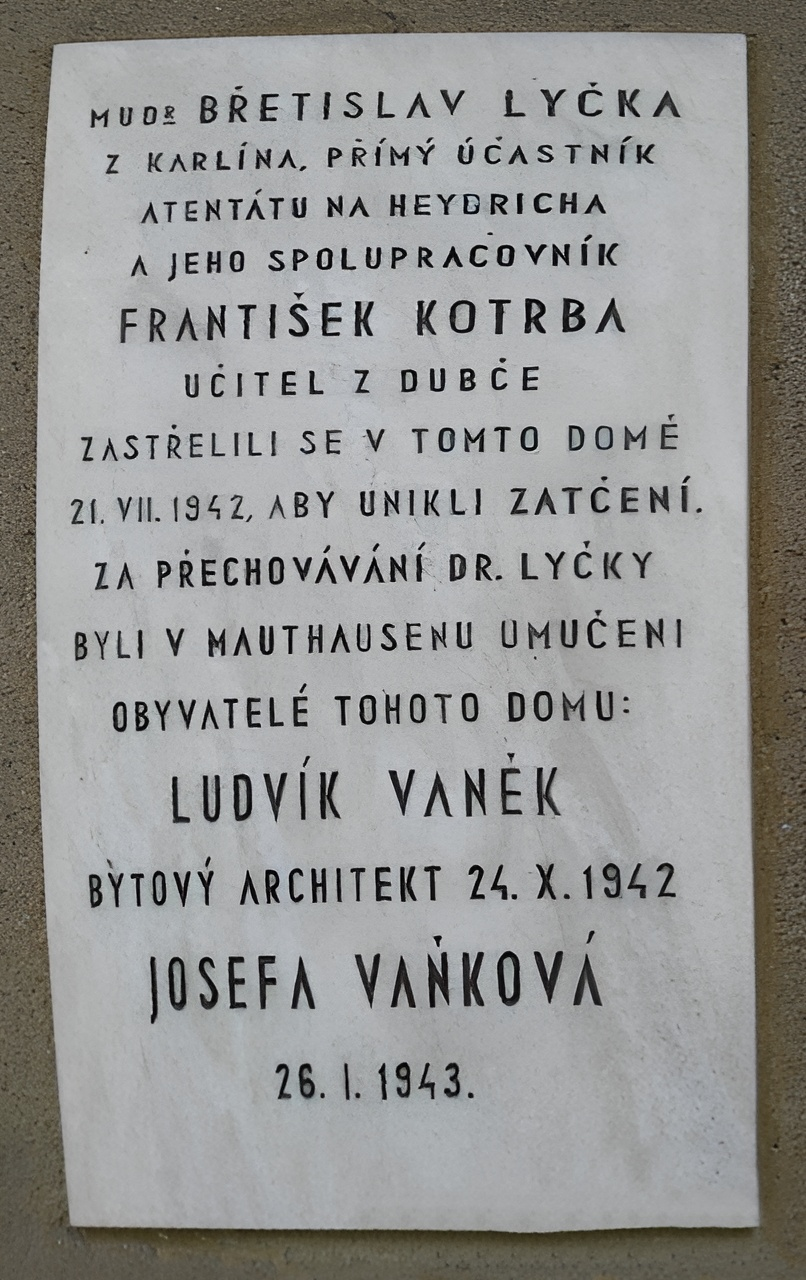
Pamětní deska v Ouběnicích na objektu s evidenčním číslem 110